# Гена Димитрова
Гена Димитрова, бугарски сопран, позната по свом јаком и звонком гласу, једна од највећих драмских сопрана XX века.

## Биографија
Гена Димитрова је рођена у селу Беглеж у Бугарској 1941. године. Певањем је почела да се бави у школском хору. Захваљујући свом таленту и необично јаком гласу, уписала се на софијски Конзерваторијум у класу Христа Брмбарова, где је студирала у периоду од 1959. до 1964. године. Првобитно је била класификована као мецосопран, али већ на другој години студија је сврставају у драмске сопране.
На оперској сцени је дебитовала 27. децембра 1967. као Абигаела у Вердијевом „Набуку” у Бугарској народној опери, након што је неколико сопрана одустало. Димиторва је научила улогу за недељу дана и побрала одушевљење критике и публике. До данашњих дана је остала једна од најбољих Абигаела и снимак ове опере у којем поред ње певају и Пјеро Капучили, Пласидо Доминго и Евгениј Нестеренко се сматра најквалитетнијим извођењем на снимку које постоји.
1970. добија стипендију која јој омогућава да оде на усавршавање у Италију, у школу миланске Ла Скале где учи код Рената Пасторина (Renato Pastorino), Енца Ферарија (Enzo Ferrari) и Ренате Каросио (Renata Carosio).
Током сезоне 1971/1972. пева улогу Леоноре у „Моћи Судбине” Ђ. Вердија. 1972. осваја награду на такмичењу у Тревизу са улогом Амелије из „Бала под маскама” истог композитора, што јој отвара врата опере у Парми, где пева у истој опери са Хосеом Карерасом и Пјером Капучилијем, а следеће године и у Ла Скали са Пласидом Домингом.
Њен репертоар је растао и певала је све улоге снова (и ноћних мора) сваког сопрана: Аиду (Аида), Леонору (Трубадур), Тоску (Тоска), Турандот (Турандот), Елвира (Ернани), Сантуца (Кавалерија рустикана), Манон (Манон Леско), Мини (Девојка са Запада), Леди Магбет (Макгет), Дездемона (Отело).
1980. године, Гена Димитрова наступа први пут у Веронској Арени са Паваротијем у Поникијелијевој „Ђоконди” што је поставља међу највеће послератне сопране, јер је надмашила у тој улози и саму Марију Калас која је на истом месту дебитовала у истој опери 1947. На сцени Арене је наступила још много пута; у „Набуку” као Абигаела 1981, „Магбету” као Леди Магбет 1982, „Турандот” у насловној улози 1983, у свакој поставки Пучинијевих опера у то време, затим у „Кавалерији рустикани” као Сантуца и „Аиди” у насловној улози 1993, а „Аиди” се вратила и 1996, али као Амнерис.
На Фестивалу у Салцбургу је наступила две године узастопно (1984. и 1985) у „Магбету”, а у бечкој Државној опери је била редовни гост, као и у Хјустону, Напуљу и Франкфурту, а 1987. је придобила и париску публику сјајном интерпретацијом „Норме”.
Слушајући Гену Димитрову, макар и на снимку, уочљиво је да је имала глас задивљујуће снаге, али са техником која јој је омогућавала да га учини лаким, меким, пуним експресивне боје и неке скривене снаге. Њена Абигаела („Набуко”) је пример како таква улога треба бити певана; глас пун ароганције и ригидности, али пун скривене благости и душевног бола који исплива само понекад, прецизно одређено када. Распон њеног гласа је био велик, те је могла (и успевала) певати и улоге сопрана и мецосопрана, те се исказала и као Аида и као Амнерис („Аида”), као Елизабета и као Еболи („Дон Карлос”). Успевала је да пева широк распон репертоара, од нежног и лаког сопрана у Вердијевим „Разбојницима”, до улога на супротном крају сопранског фаха, Ђоконде, Сантуце, Тоске и ултрадрамске Турандот.
Гена Димитрова је преминула у болници у Милану (Италија) 11. јуна 2005. од последица рака. Убрзо након њене смрти, Влада Бугарске је изјавила да ће основати фонд назван њеним именом за стипендирање надарених младих певача Бугарске.

## Остварене улоге
| Композитор                | Дело                                 | Улога                  |
| Ђузепе Верди              | Ернани                               | Елвира                 |
|                           | Бал под маскама                      | Амелија                |
|                           | Набуко                               | Абигаела               |
|                           | Аида                                 | Аида Амнерис1          |
|                           | Дон Карлос                           | Елизабета Еболи1       |
|                           | Трубадур                             | Леонора                |
|                           | Моћ судбине                          | Леонора                |
|                           | Магбет                               | Леди Магбет            |
|                           | Ломбардијци у Првом крсташком походу | Гризелда               |
|                           | Атила                                | Одабела                |
|                           | Симоне Боканегра                     | Марија Боканегра       |
|                           | Оберто, гроф од Сан Бонифација       | Абигаела               |
|                           | Разбојници                           | Амалија                |
|                           | Реквијем                             | сопран мецосопран      |
| Ђакомо Пучини             | Тоска                                | Тоска                  |
|                           | Девојка са Запада                    | Мини                   |
|                           | Манон Леско                          | Манон                  |
|                           | Турандот                             | Турандот               |
| Винченцо Белини           | Норма                                | Норма                  |
| Амилкаре Поникијели       | Ђоконда                              | Ђоконда                |
| Пјетро Маскањи            | Кавалерија рустикана                 | Сантуца                |
| Ектор Берлиоз             | Смрт Клеопатре                       | Клеопатра              |
| Умберто Ђордано           | Андре Шеније                         | Мадалена де Коињи      |
| Модест Петрович Мусоргски | Хованшчина                           | Ема                    |
| Волфганг Амадеус Моцарт   | Чаробна фрула                        | Прва дама Краљице Ноћи |
| Жорж Бизе                 | Кармен                               | Мерседес               |
| Петар Иљич Чајковски      | Пикова дама                          | Маша                   |
| Александар Бородин        | Кнез Игор                            | Јарославна             |
| Алфредо Каталани          | Лорелај                              | Лорелај                |

1 – улога писана за мецосопрана